# Incon de Nantes
Pour les articles homonymes, voir Incon.
Incon est le nom donné à un roi Viking de Bretagne vers 912-937.

## Biographie
Inconus ou Incon est le nom donné par Flodoard au chef des Vikings de la Bretagne qui fut sans doute le successeur de Rognväld. Cet anthroponyme a donné lieu à de nombreuses hypothèse. Il est peut-être une adaptation du nom vieux-norrois Ingi, après durcissement de [g] en [c] et remplacement de la terminaison -i des hypocoristiques et surnoms scandinaves par -o / -one (comme la déclinaison latine Cicero / Cicerone « Cicéron »), on constate le même phénomène dans Heugon, commune de l'Orne qui tire son nom d'un certain Helgi. Cependant, Jean Renaud estime que son nom est aussi à rapprocher du breton Inconmarc, ce qui signifierait qu'Incon aurait pu être un Viking de culture bretonne.  Mais il reste difficile, voire impossible, de dresser des conclusions définitives sur les noms donnés par Flodoard qui était bien éloigné des affaires bretonnes. Le centre de son pouvoir était Nantes. Sa domination s'étendait sur la Bretagne et sans doute une partie des actuels départements de la Vendée, de la Manche ainsi que partiellement l'Anjou et le Maine jusqu'au Perche Vendomois.
L’annaliste note qu'en 930, le roi Raoul de France disperse en un seul combat au lieu-dit Ad Destricios (Estresse, près de Beaulieu-sur-Dordogne) les « Normands de la Loire » .
L'année suivante il précise que des Bretons se soulevèrent lors des solennités de la fête de Saint-Michel (29 septembre) et tuèrent tous les envahisseurs en commençant par leur chef, un nommé Félécan. Incon chef des Vikings de Bretagne aurait alors pénétré avec les siens, aidé par les Vikings de Normandie, dans les terres et se serait emparé du pays après avoir vaincu et tué les révoltés Bretons. 
En 933, Guillaume Longue épée duc des Normands rend hommage au roi Raoul pour « la terre des Bretons située sur le rivage de la mer ». Il s'agit du Cotentin et de l'Avranchin concédés par Charles le Chauve au roi Salomon de Bretagne soixante-six ans plus tôt. De ce fait, la Normandie avait ainsi quasiment atteint son extension définitive.
En 935 des Vikings, qui à cette époque ne pouvaient venir que de la région de Nantes ( réf  nécessaires ) et qui ravageaient le Berry sont attaqués et taillés en pièces par les habitants. 
En 936, l'abbé Jean de Landévennec appelle les Bretons exilés en Angleterre à revenir. Sans doute a-t-il compris que la situation des Vikings de Nantes devenait de plus en plus difficile avec le rapprochement de Guillaume Longue Épée et des Francs. En effet, les Vikings de Nantes s'étaient par exemple alliés avec les Normands lors de raids victorieux sur Bayeux et Le Mans en 924. Alain Barbetorte débarque à Dol en 936 selon Flodoard. Rapidement, il doit affronter trois attaques scandinaves et fait ériger une croix à Plourivo (Neil Price interprète cette action comme une volonté de contraster avec le paganisme encore vivace des Vikings). Neil Price pense que ces attaques vikings subies par Alain Barbetorte au nord de la Bretagne renforcent l'hypothèse selon laquelle les Vikings de Nantes se seraient dispersés sur toute la péninsule et qu'ils étaient capables de mener des actions coordonnées.  
936 : il est communément admis que Barbetorte débarque à Dol, lors d'un mariage où il fait un massacre. Sa flotte cingle en baie de Saint-Brieuc, où il boute le feu aux colonies implantées alentour. On peut être plus circonspect sur la véracité de la tournure des événements à Plourivo. Les éléments matériels, (croix dans la lande, dépouilles de combattants dans le placître de la chapelle de Lancerf ) militent pour un dénouement douloureux.  
Les annales franques ne nous donnent pas plus d’informations sur Incon. Il semble qu’il soit encore le chef des Vikings de Nantes qui ait dû faire face à la contre-offensive victorieuse d’Alain Barbetorte sur la ville, qui résulta en l’expulsion des Scandinaves en 937.
Il faut attendre 939 pour que les derniers restes des hommes d'Incon soient définitivement vaincus lors de l'assaut de leur campement à Trans par les forces jointes d'Alain Barbetorte et d'Hugues le Grand.

## La Chanson d'Aquin
La Chanson ou Roman d'Aiquin est une chanson de geste du XIIe siècle publiée sous le nom de « Le Roman d'Aquin ou la Conqueste de la Bretaigne par le Roy Charlemaigne », dont l'auteur serait un Breton de l'entourage de l'archevêque de Dol-de-Bretagne. La seule version connue est celle d'un manuscrit du XVe siècle retrouvé dans les ruines du couvent des Récollets de l'île de Cézembre au large de Saint-Malo après le bombardement par la flotte anglaise en 1693.
La Chanson d'Aquin a pour objet la combinaison, habilement opérée de deux événements historiques séparés l'un de l'autre par un intervalle de plus d'un siècle.
- la conquête de la Bretagne pour le compte de Charlemagne par le marquis Guy de Nantes et ses lieutenants en 799.
- l'occupation de la Bretagne par les Vikings entre 919 et 937.

Le texte intègre par ailleurs des thèmes liés aux Croisades puisque les ennemis des Francs sont confondus avec des Sarrasins. Il semble que Incon serve de modèle au roi « Aquin » par ailleurs nommé « émir » des « hommes du Nort pays » qui prétendait avoir été « … couronné roi à Nantes cette belle ville que j'aime… » mais dont la résidence est cependant fixée à Aleth.